# Saint-Martial-de-Mirambeau
Saint-Martial-de-Mirambeau település Franciaországban, Charente-Maritime megyében. Lakosainak száma 301 fő (2022. január 1.). Saint-Martial-de-Mirambeau Mirambeau, Saint-Bonnet-sur-Gironde, Saint-Dizant-du-Bois, Semillac és Semoussac községekkel határos.

## Népesség
A település népessége az elmúlt években az alábbi módon változott:
| Lakosok száma | 244  | 183  | 194  | 244  | 245  | 255  | 270  | 297  | 299  | 301  |
|               | 1968 | 1982 | 1990 | 2006 | 2013 | 2015 | 2017 | 2019 | 2020 | 2022 |